# Ватопедська ікона Божої Матері

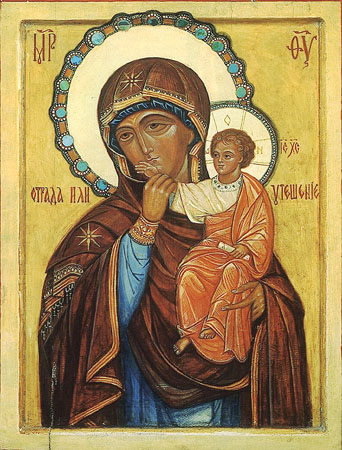
Ватопедська ікона Божої Матері — Утіха

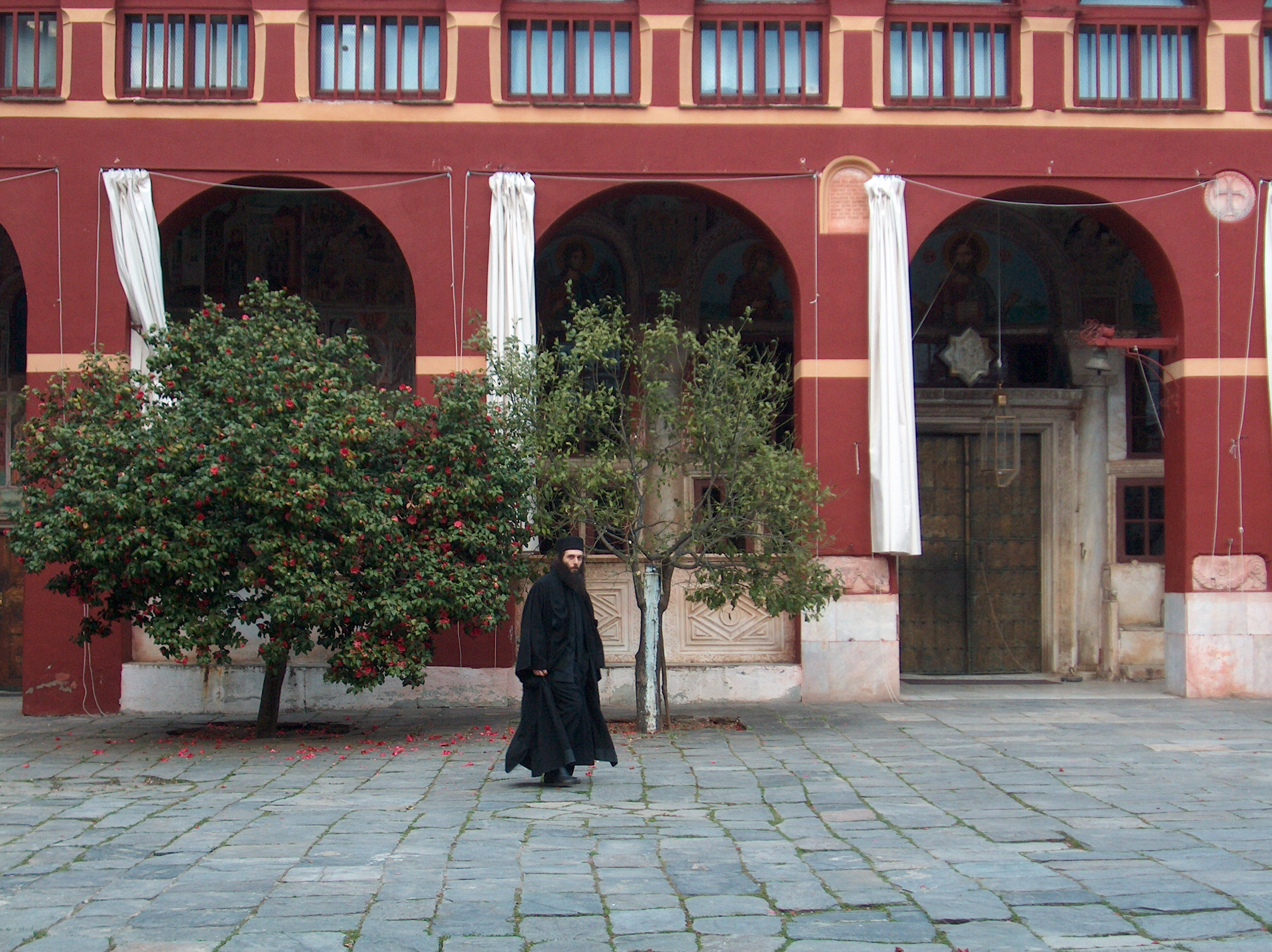
Подвір'я Ватопедського монастиря на Афоні

Ватопедська ікона Божої Матері, Відрада, Утіха — ікона, що знаходиться на Афоні в Благовещенському храмі Ватопедського монастиря, заснованого в царювання Костянтина Великого.
Пам'ять — 21 січня.

## Оповідання
Назву Ватопедської ікона отримала від того, що поблизу Ватопедського монастиря в 395 році впав в море з корабля юний царевич Аркадій та чудним заступництвом Божої Матері був перенесений на берег цілим і неушкодженим. Тут знайшли його стоячим під кущем, недалеко від обителі. Від цієї події і походить назва «ватопед» («кущ юнака»). Святий цар Феодосій Великий в подяку за чудне врятування сина прикрасив та щедро одарував Ватопедський монастир.
На Ватопедській іконі Богоматір зображена з лицем, зверненим на праве плече, в пам'ять того, що вона в 807 році, 21 січня, звернула Своє лице до ігумена монастиря, що стояв на молитві поблизу святої ікони, і попередила його про наміри розбійників пограбувати обитель. Ігумен вжив заходи обачливості, і обитель була збережена. В пам'ять про цю чудесну подію перед чудотворною іконою горить невгасима лампада.